# ブルーテック
ブルーテック株式会社（英: BlueTec Inc.）は、クラウドコンピューティング形式で提供されているグループウェアが付いたSFAやCRMなどの営業支援システムの開発会社である。
持株会社のBBDイニシアティブ株式会社が東京証券取引所グロース市場に上場している。

## 概要
2006年に稲葉雄一によりブランドダイアログ株式会社として設立され、SaaS事業の主要サービスのSFA／CRMにグループウェアを搭載したオールインワンクラウドアプリケーションKnowledge Suite（ナレッジスイート）を提供。
2014年3月に社名を主要サービス名と同じナレッジスイート株式会社に変更、2015年7月にGEOCRM.com、同年10月にDRS AP、2016年7月にDiSCUSをリリース。2017年12月に東京証券取引所マザーズに株式を上場。2018年12月「ROBOT ID（ロボットアイディー）」、2019年1月「Shelter（シェルター）」をリリース。
2023年4月に株式移転し、純粋持株会社（完全親会社）BBDイニシアティブ株式会社を設立。創業社長の稲葉に代わり、同社の取締役副社長であった飯岡晃樹がナレッジスイートの代表取締役社長に就任。同年6月に飯岡が代表取締役社長を務めていたグループ会社の株式会社DXクラウドと合併し、現社名に変更した。
現在、クラウド型のGRIDYグループウェア、GRIDY SFA、GRIDY 名刺CRM、GRIDYリードフォーム、GRIDY CENTER等のサービス群を統合したビジネスアプリケーション「KnowledgeSuite（ナレッジスイート）」を中心に、PCやスマートフォンからビデオ通話機能を活用したオンライン営業、オンライン会議を実現するオンライン商談サービス「VCRM」（ブイシーアールエム）、アプリケーションデザインが特徴的なフィールドワーカー向け位置情報サービスを活用したSFA、CRM営業支援アプリケーション「GEOCRM.com（ジオシーアールエムドットコム）」や、GPS位置情報と連動したビジネスチャットアプリ「DiSCUS（ディスカス）」、最新の企業基礎情報を自動収集し各種サービスへの付与を可能にしたWebAPIサービス、マッシュアップクローラー「DRS API（ディーアールエスエーピーアイ）」、ターゲットリスト無料提供リードジェンサービス「DRS Target（ディーアールエスターゲット）」、名刺デジタル化を容易にする名刺カメラアプリ「24/365（ニーヨンサンロクゴ）」、IDaaS（Identity as a service）「ROBOT ID（ロボットアイディー）」、プログラミング不要の開発プラットフォーム「Shelter（シェルター）」、ビジネスチャットアプリ「InCircle（インサークル）」、営業・マーケティングデータを提供する。

## 沿革
- 2006年11月 - ブランドダイアログ株式会社設立。
- 2007年10月 - グリッドコンピューティングを活用したWEBソリューションサービスのビジネスモデル特許出願
- 2008年
  - 4月 - CPUグリッド環境TSUBAME を活用した、国立大学法人東京工業大学との共同研究開始[1]
  - 6月 - エヌ･アイ･エフSMBCベンチャーズ（現・大和キャピタル・ホールディングスとSMBCベンチャーキャピタルに分社）から4500万円の増資
- 2009年
  - 2月 - 中小企業向けSaaS型クラウド・グループウェアGRIDYを発表[2]
  - 5月 - ジャフコ及び新規事業投資（現・DBJキャピタル）から総額6960万円の増資
- 2010年
  - 1月 - 有料版SaaS型「KnowledgeSuite（ナレッジスイート）」をリリース[3]
  - 2月 - SaaS型営業支援SFA/顧客管理CRM「Knowledge Suite」、ASP・SaaS・ICTアウトソーシングアワード「ベストイノベーション賞」を受賞[4]
  - 6月 - オリックス・レンテックとSaaS/クラウドサービスにおける戦略的販売パートナー契約を締結[5]
  - 9月 - Knowledge Suiteが「2010年度 グッドデザイン賞（Gマーク）」を受賞[6]
  - 10月 - キングソフトと業務提携し「GRIDY Office」を提供[7]
  - 11月 - ウイングアークと法人向けSaaS/クラウドサービスに特化したビジネスアプリケーション領域における戦略的業務提携を発表[8]、「2010年 東京都ベンチャー技術大賞 優秀賞」を受賞[9]
- 2011年8月 - KDDIから3.5億円、エイジアから5千万円の総額4億円増資。翌日KDDI KnowledgeSuiteを販売開始。同日KonwledgeSuiteのAndroidアプリをリリース[10][11]
- 2012年
  - 2月 - KDDIグループである中部テレコミュニケーションと戦略的業務提携[12]を発表し、プライベートクラウドサービス「CTC KnowledgeSuite」をリリース。
  - 7月 - アプレッソと戦略的業務提携し、データ連携（EAI）ソフトウェア「GRIDY Ashura（グリッディ アシュラ）」を提供開始[13]
- 2013年
  - 2月 - スターティアから9,960万円[14]、ジェイズ・コミュニケーションから9,960万円[15]の総額1億9,920万円増資
  - 4月 - エクイニクス・ジャパン（旧・ビットアイル）と戦略的業務提携。エクイニクス・ジャパンのインターネットデータセンターを活用し、Knowledge Suiteを専用環境で運用できるプライベートクラウドパッケージサービス 「Knowledge Suite on Private Cloud」を提供開始[16]
  - 5月 - ニフティのメールプラットフォームのOEM提供を受け、Knowledge Suiteと連携したGRIDYメールの提供を決定[17]
  - 8月 - スマートデバイス管理サービス「MDM＋」をリリース[18]
  - 11月 - 富士通マーケティングがKnowledge Suiteを軸とした、SaaSビジネス分野での協業を開始[19]
- 2014年
  - 3月 - 本社移転及びブランドダイアログ株式会社からナレッジスイート株式会社へ社名変更
  - 5月 - 位置情報サービスを活用したSFA/CRMアプリ「GEOCRM.com（ジオシーアールエムドットコム）」を正式リリース[20]
  - 7月 - 活動管理用無線通信端末及びプログラムにおける特許取得[21]
  - 9月 - 情報管理システム及び情報管理プログラムにおける特許取得[22]
  - 10月 - 位置情報サービスを活用した営業日報SFA/顧客管理CRM「GEOCRM.com」が第8回『ASP・SaaS・クラウドアワード 2014』「先進技術賞」を受賞[23]
- 2015年
  - 4月 -「Knowledge Suite」SAMLによるシングルサインオンに対応[24]
  - 9月 - GEOCRM.comが「2015年度 グッドデザイン賞（Gマーク）」を受賞[25]
  - 10月 - SaaS型営業支援SFA/顧客管理CRM「Knowledge Suite」が、第9回『ASP・SaaS・クラウドアワード 2015』「基幹業務系グランプリ」を受賞[26]。SaaS型マーケティングマッシュアップクローラー「DRS API（ディーアールエスエーピーアイ）」正式リリース[27]
- 2016年
  - 2月 - スターティアが提供する「Digitalink Knowledge Suite」及びジェイズ・コミュニケーションからの事業譲渡に伴う業務移管を発表[28]。「Knowledge Suite」の機能である、GRIDY SFAとGoogle Appsカレンダー連携機能をリリース[29]
  - 4月 - 顔認証システム及び顔認証プログラムにおける特許取得[30]
  - 7月 - GPS位置情報連動型ビジネスチャットアプリ「DiSCUS（ディスカス）」を正式リリース[31]、7月 特許第5933085号　発明名称：情報収集及び情報管理システムにおける特許取得[32]
  - 9月 - ターゲットリスト無料提供リードジェンサービス「DRS Target（ディーアールエスターゲット）」を提供開始[33]
- 2017年
  - 2月 - 報告書作成支援システムにおける特許取得
  - 5月 - 名刺カメラアプリ「24/365（ニーヨンサンロクゴ）」を提供開始[34]
  - 12月 - 東京証券取引所マザーズ上場[35]
- 2018年
  - 1月 - 特定非営利活動法人インデペンデンツクラブ主催新春交流会にてIPO賞を受賞[36]。ダイヤモンド社主催　ダイヤモンド経営者倶楽部表彰にてIPO賞を受賞[37]
  - 4月 - ナレッジスイート導入支援費用の負担を下げる「導入支援分割払いプラン」の提供[38]。経済産業省「平成29年度補正 サービス等生産性向上IT導入支援事業」における「IT 導入支援事業者」認定[39]
  - 5月 - システムエンジニアリングサービスを提供する株式会社フジソフトサービスの全株式を取得[40]。港区海岸から港区虎ノ門へ本社を移転[41]
  - 7月 - 中小中堅企業における働き方改革を目的に、株式会社インプリムとの資本業務提携を発表[42]
  - 9月 - システムエンジニアリングサービスを提供するビクタス株式会社の全株式を取得[43]
  - 12月 - 社員が持つ複数のパスワードを安全にまとめてログインを可能にしたIDaaS（Identity as a service）「ROBOT ID（ロボットアイディー）」を提供開始[44]
- 2019年
  - 1月 - 画面操作だけでデータベース型業務アプリケーションが簡単に作成できる ビジネスアプリケーションプラットフォーム「Shelter（シェルター）」を提供開始[45]
  - 2月 - 九州営業所開設[46]
  - 3月 - 関西営業所開設[47]
  - 8月 - フジソフトサービス株式会社と株式会社ビクタスを合併させ、株式会社アーキテクトコアに社名変更
- 2020年
  - 5月 - 顧客とのWeb商談をかんたん操作で瞬時に接続できるクラウド型オンライン商談ツール「VCRM（ブイシーアールエム）」を提供開始[48]
  - 9月 - 事業拡大に伴い、本社を愛宕グリーンヒルズMORIタワー38階に増床移転[49]
- 2021年
  - 2月 - 中部営業所開設[50]
  - 6月 - セキュリティに特化したビジネスチャットサービスを開発、販売をする株式会社DXクラウドの全株式をAICROSS株式会社から取得[51]
  - 7月 - AI・RPA技術を活用したマーケティングデータサービスを展開するネットビジネスサポート株式会社の全株式を取得[52]
- 2023年
  - 4月 - 株式移転により持株会社のBBDイニシアティブ株式会社を設立[53]。BBDイニシアティブ株式会社がナレッジスイート株式会社に代わり、東京証券取引所グロース市場に上場。
  - 6月 - 株式会社DXクラウドを吸収合併。本社を東京都港区虎ノ門に移転、商号をブルーテック株式会社に変更。SaaS開発運用の技術力と先端技術によるプロダクト開発ノウハウを融合することで、更なるシナジー効果を創出し、多様化する顧客ニーズへの対応と現在開発を進めている次世代型『Knowledge Suite』のプロダクト開発スピード、及びSaaS販売体制の強化を図ることで、セールステック事業の業容拡大とより一層の市場シェア拡大を図る[54]。

## 事業所
- 本社（DXセンター）- 東京都港区虎ノ門三丁目18番19号　UD神谷町ビル7階
- 愛宕オフィス - 東京都港区愛宕二丁目5番1号　愛宕グリーンヒルズMORIタワー38階
- R&Dセンター - 東京都港区虎ノ門三丁目20番4号　虎ノ門鈴木ビル5階
- 中部営業所 - 愛知県名古屋市中村区名駅四丁目24番16号　広小路ガーデンアベニュー3階
- 関西営業所 - 大阪府大阪市北区堂島浜二丁目2番28号　堂島アクシスビル3階
- 九州営業所 - 福岡県福岡市博多区博多駅東二丁目5番19号　サンライフ第3ビル6階

## 製品一覧
Knowledge Suite（ナレッジスイート）
SFAとCRM、グループウェアがパッケージされたクラウドサービス。
GEOCRM（ジオシーアールエム）
位置情報サービスを活用したSFA/CRM営業支援アプリケーション。
ROBOT ID（ロボットアイディー）
シングルサインオンでID／パスワードをまとめて管理するサービス。
Shelter（シェルター）
ノーコード開発プラットフォーム。
VCRM（ブイシーアールエム）
PCインストール不要のオンライン商談システム。
InCircle（インサークル）
オンプレミス対応のハイセキュリティビジネスチャット

## 受賞歴
- ［Knowledge Suite（ナレッジスイート）］

アワード2010「基幹業務系分野グランプリ」受賞
2010年度「グッドデザイン賞」受賞
2010年 東京都ベンチャー技術大賞「先進技術賞」受賞
ASP・SaaS・クラウド アワード2012「ASPIC会長特別賞」受賞
ASP・SaaS・クラウド アワード2015「ベストイノベーション賞」受賞
- ［GEOCRM（ジオシーアールエム）］

ASP・SaaS・クラウド アワード2014「優秀賞」受賞
2015年度「グッドデザイン賞」受賞

## 取得特許
- 2014.07.04 - 特許第5571858号 発明名称：活動管理用無線通信端末及びプログラム
- 2014.09.19 - 特許第5617027号 発明名称：情報管理システム及び情報管理プログラム
- 2015.02.01 - 特許第5702478号 発明名称：個人情報管理システム及び個人情報管理プログラム
- 2014.07.04 - 特許第5571858号 発明名称：活動管理用無線通信端末及びプログラム
- 2014.09.19 - 特許第5617027号 発明名称：情報管理システム及び情報管理プログラム
- 2015.02.01 - 特許第5702478号 発明名称：個人情報管理システム及び個人情報管理プログラム

## グループ会社
- BBDイニシアティブ株式会社
- 株式会社アーキテクトコア
- ネットビジネスサポート株式会社
- ブーストマーケティング株式会社